# Odd Squad (película italiana)

Odd Squad (en italiano: Ciao nemico, también conocido como El Equipo Extraño y El Puente Entre) es una película de comedia bélica italiana de 1981, dirigida y escrita por Enzo Barboni.    

## Argumento
Los ejércitos aliados aterrizan en Sicilia, y el ejército italiano se prepara para luchar contra ellos. Entre el Ejército de EE.UU. y el Ejército Italiano hay un antiguo puente Romano, el cual ambos bandos quieren derrumbar. Juntos, un grupo de diez soldados italianos piensan un plan absurdo para invadir la división estadounidense, en la que los italianos se rinden y la Guerra se acaba. Después de que se separan, cuarenta años más tarde, el lugarteniente estadounidense (que ahora es un anciano profesor de ingeniería en una universidad) mira el puente y se prepara para ir al teatro, ya que su viejo enemigo de mismo rango se volvió un director y que esa noche va a dirigir Nabucco de Verdi.    
Durante los créditos finales, se da información sobre los diez soldados; todo el mundo volvió a sus empleos anteriores y tuvieron carreras exitosas.

## Reparto
- Johnny Dorelli - Lt. Federico Tocci
- Giuliano Gemma - Lt. Joe Kirby
- Jackie Basehart - Pvt. Kirk Jones
- Salvatore Borgese - Soldado Salvatore Ficuzza
- Vincenzo Crocitti - Soldado Tazio Meniconi
- Massimo Lopez - Soldado Pasquale Cutolo
- Riccardo Pizzuti - Soldado Dario Tognon
- Vincent Gardenia - General Brigg
- Eros Pagni - Coronel italiano
- Riccardo Garrone - Lt. Rondi
- Ivan Rassimov - Pvt. Russ Baxter
- Carmen Russo - La Chica
- Jacques Herlin - General francés

## Recepción
La película recibió críticas mixtas. Morando Morandini alabó la película como "agradable y llena de invenciones muy comicas".  Flaminio Di Biagi la describió como "bastante rancia con poca comedia buena".